# 魯瑟尼亞希臘禮天主教多倫多聖濟利祿聖梅篤丟斯代牧區
魯瑟尼亞希臘禮天主教多倫多聖濟利祿聖梅篤丟斯代牧區（拉丁語：Exarchatus Sanctorum Cyrilli et Methodii Torontini ritus Byzantini）是東儀天主教以加拿大最大城市多倫多為中心的一個代牧區（魯瑟尼亞希臘禮），2022年起移交魯瑟尼亞希臘禮天主教會。
教區成立於1980年10月13日，2010年有教友2,400人。教區下轄六個堂區，有六名司鐸。現任教區主教為若望·斯德望·帕扎克。

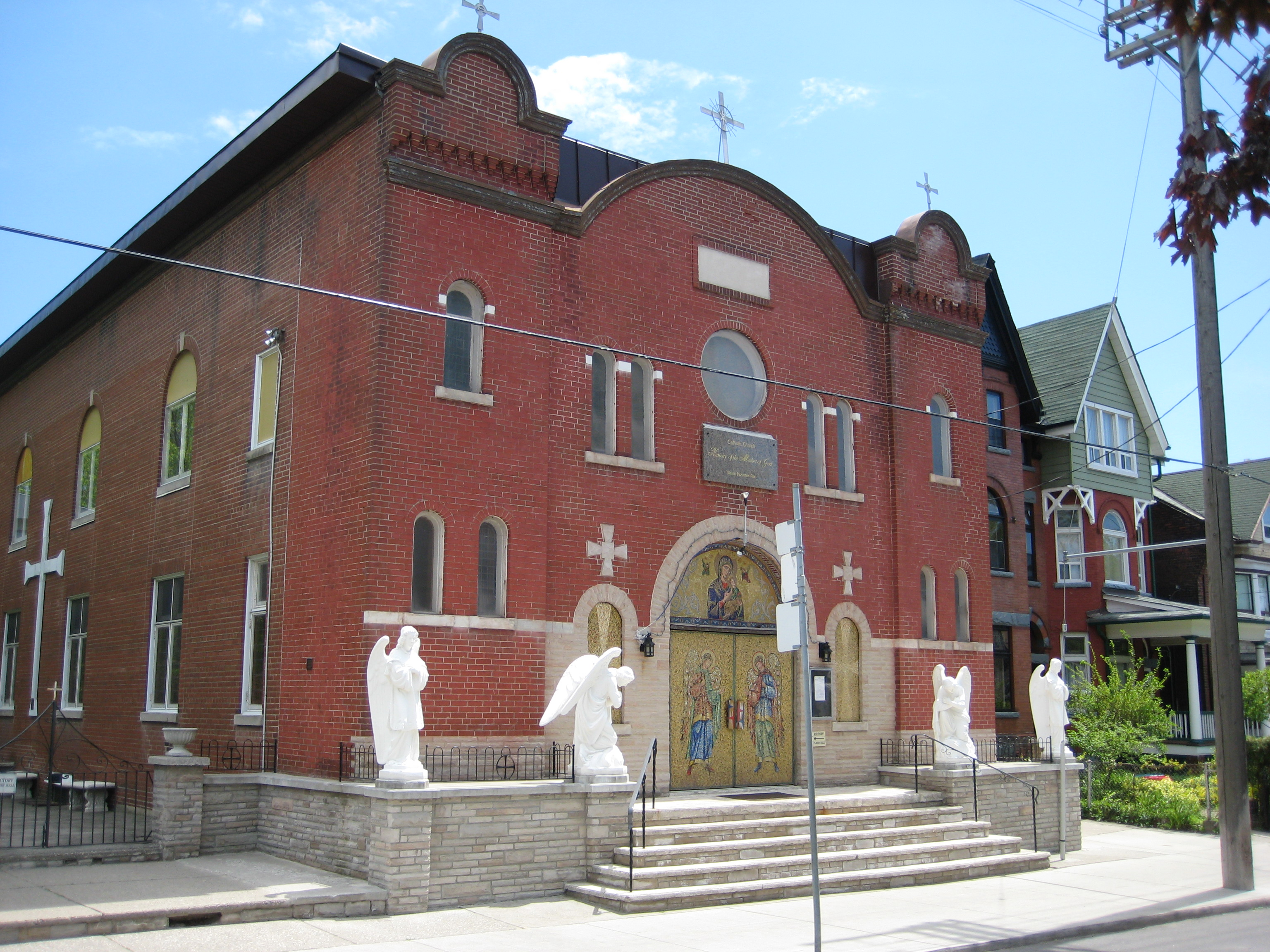
多倫多聖母聖誕主教座堂
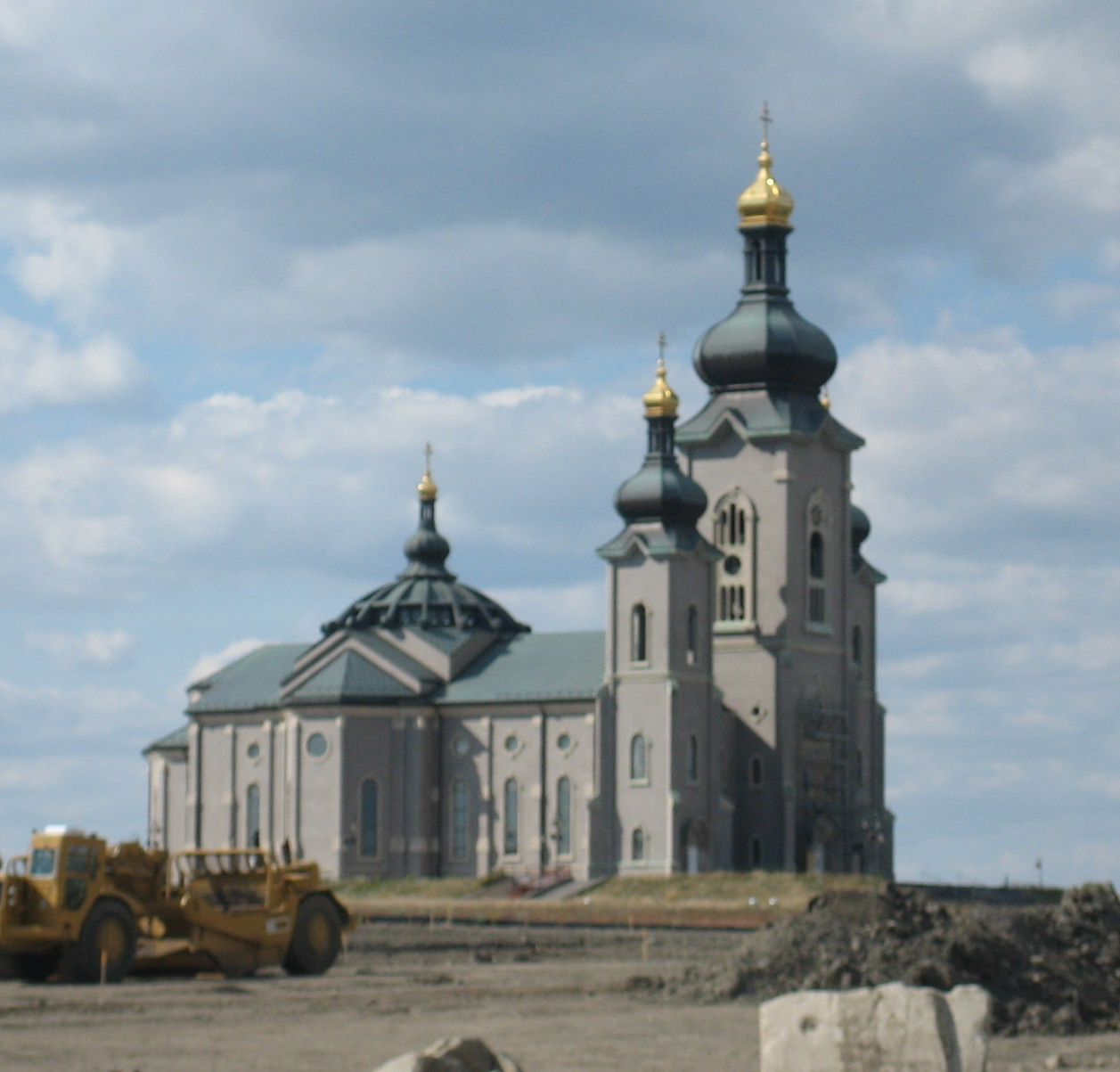
Markham的旧主教座堂